# Kobuk Valley nationalpark
Kobuk Valley nationalpark ligger i delstaten Alaska i USA. Den ligger norr om polcirkeln, men är ändå känd för sitt ökenlandskap och jämförelsevis höga temperaturer sommartid.